# ビスマーク (ノースダコタ州)

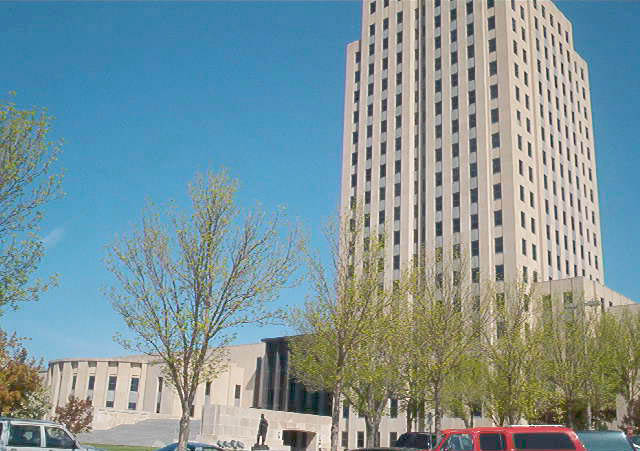
ノースダコタ州会議事堂

ビスマーク（英: Bismarck）は、アメリカ合衆国ノースダコタ州の州都。ファーゴに次ぐ州第2の都市であり、州中央部の商業・医療の中心地である。市名はドイツ宰相オットー・フォン・ビスマルクにちなんでいる。人口は7万3622人（2020年）。西部のミズーリ川の対岸にはマンダン市が位置する。
ビスマークはルイス・クラーク探検隊の北西部開拓ルートの中間点にあたる。そのため同市には同探検隊にまつわる史跡や博物館が多い。市内に公園が多く、周辺には小麦畑や原野が広がる、落ち着いた都市である。バーリー郡の郡庁が立地している。

## 歴史
ビスマークは1883年にダコタ準州の州都となり、1889年、サウスダコタ州と同日に連邦39番目の州として昇格するとダコタ準州都を引き継ぐ形でノースダコタ州の州都と定められた。このときサウスダコタ州の州都にはピア市が選ばれた。

## 交通
市の玄関口となっている空港はビスマーク市営空港である。ミネアポリス・セントポール国際空港やデンバー国際空港からの小型機の便がある。
アメリカ合衆国の多くの都市と同様、市の主要な交通手段は自動車である。市の北を州間高速道路I-94が東西に走っている。東はノースダコタ州の最大都市ファーゴを経由してミネアポリスへと通じている。ファーゴまでは約315km（所要約3時間）、ミネアポリスまでは約690kmである（所要約7時間）。西はモンタナ州ビリングスでI-90と合流し、遠くシアトルへと通ずる。
かつてはミネアポリスとシアトルを結ぶグレイハウンドのバスがビスマークに停車していたが、2004年に不採算を理由にファーゴ・モンタナ州ビリングス間は区間廃線となった。現在では、同社と提携しているリムロック・トレイルウェイズのバスがビスマークと州内外の各都市を結んでいる。
BNSF鉄道が市内を通っているが、アムトラックは走っておらず、貨物列車のみが通る。

## 地理

バーリー郡内の位置

ビスマークは、北緯46度48分48秒 西経100度46分44秒 / 北緯46.81333度 西経100.77889度座標: 北緯46度48分48秒 西経100度46分44秒 / 北緯46.81333度 西経100.77889度に位置している。
アメリカ合衆国統計局によると、ビスマーク市は総面積71.0 km2 (27.4 mi2) である。このうち69.6 km2 (26.9 mi2) が陸地で1.3 km2 (0.5 mi2) が水地域である。総面積の1.90%が水地域となっている。

## 教育
ビスマーク公立学校システムは小学校15校、中学校3校、高校2校を運営している。この他、市内には私立学校がいくつかある。また、小規模大学4校がビスマークにキャンパスを構えている。

## メディア
ビスマークの新聞社は1873年創立のビスマーク・トリビューン（Bismarck Tribune）である。PBS・NBC・CBS・ABC・Fox・TBNテレビ局各社がビスマークに支局を置いている。また、AM4局、FM15局のラジオ局を抱える。

## 人口動静
以下は2000年国勢調査における人口統計データである。
| 基礎データ - 人口: 55,532人 - 世帯数: 23,185世帯 - 家族数: 14,444家族 - 人口密度: 797.4人/km2（2,065.2人/mi2） - 住居数: 24,217軒 - 住居密度: 347.7軒/km2（900.6軒/mi2） 人種別人口構成 - 白人: 94.78% - 祖先グループ別に見るとドイツ人（57.9%）、ノルウェー人（18.2%）、ロシア人（7.7%）、アイルランド人（7.2%）、イギリス人（5.0%）、スウェーデン人（4.3%）が上位6位までを占めている。 - アフリカン・アメリカン: 0.28% - ネイティブ・アメリカン: 3.39% - アジア人: 0.45% - 太平洋諸島系: 0.03% - その他の人種: 0.17% - 混血: 0.89% - ヒスパニック・ラテン系: 0.75% | 年齢別人口構成 - 18歳未満: 23.5% - 18-24歳: 11.1% - 25-44歳: 29.1% - 45-64歳: 22.4% - 65歳以上: 13.8% - 年齢の中央値: 36歳 - 性比（女性100人あたり男性の人口） - 総人口: 93.9 - 18歳以上: 91.8人 世帯と家族（対世帯数） - 18歳未満の子供がいる: 30.2% - 結婚・同居している夫婦: 50.1% - 未婚・離婚・死別女性が世帯主: 9.3% - 非家族世帯: 37.7% - 単身世帯: 31.0% - 65歳以上の老人1人暮らし: 10.5% - 平均構成人数 - 世帯: 2.32人 - 家族: 2.94人 |